# Freddy Bichot
Freddy Bichot (Saint-Fort, 9 september 1979) is een Frans voormalig wielrenner.

## Belangrijkste overwinningen
2002
Eindklassement Boucles de la Mayenne
2005
1e etappe Ster van Bessèges
Eindklassement Ster van Bessèges
2008
Eindklassement Boucles de la Mayenne
2009
Boucles du Sud Ardèche
4e etappe Ronde van Normandië
1e etappe Ronde van Wallonië
1e etappe Parijs-Corrèze

## Resultaten in voornaamste wedstrijden
| Jaar | Ronde van Italië | Ronde van Frankrijk | Ronde van Spanje |
| ---- | ---------------- | ------------------- | ---------------- |
| 2004 | opgave           |                     |                  |
| 2005 | opgave           |                     |                  |
| 2006 |                  |                     | buiten tijd      |
| 2007 |                  | 102e                |                  |
| 2008 |                  | 135e                |                  |
| 2009 |                  |                     |                  |
| 2010 |                  |                     | opgave           |

| Jaar | Luik-Bast.‑Luik | Parijs-Tours | Waalse Pijl |
| ---- | --------------- | ------------ | ----------- |
| 2004 |                 |              |             |
| 2005 | 106e            |              | 108e        |
| 2006 |                 |              |             |
| 2007 |                 | 28e          |             |
| 2008 | 67e             |              |             |
| 2009 |                 | 94e          |             |
| 2010 |                 |              |             |